# Diaporthe trinucleata
Diaporthe trinucleata är en svampart som tillhör divisionen sporsäcksvampar, och som beskrevs av Gustav Niessl von Mayendorf. Diaporthe trinucleata ingår i släktet Diaporthe, och familjen Diaporthaceae. Arten är reproducerande i Sverige.